# Barbara Chase-Riboud

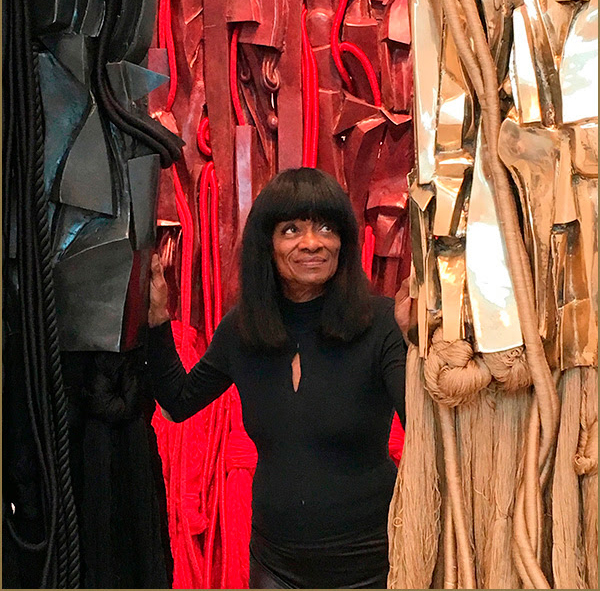
Barbara Chase-Riboud (2018)

Barbara Chase-Riboud (* 26. Juni 1939 in Philadelphia, Pennsylvania) ist eine US-amerikanische Autorin, Zeichnerin und Bildhauerin.

## Leben und Werk
Chase-Riboud studierte an der Temple University und der Yale University, wo sie 1960 den Master machte. Dann ging sie nach Paris und heiratete den französischen Fotografen Marc Riboud, bekam zwei Söhne und reiste viel. Nach der Scheidung heiratete sie 1981 Sergio Tosi.
Sie ist Mitglied der internationalen Schriftstellervereinigung P.E.N. und lebt in Paris, auf Capri und in Rom.
Barbara Chase-Riboud veröffentlichte den historischen Roman Valide, der 1988 unter dem Titel Serail im deutschen Sprachraum herausgegeben wurde. Weitere Romane der Autorin sind Die Frau aus Virginia (eine Liebesgeschichte des amerikanischen Präsidenten Thomas Jefferson mit Sally Hemings), Das Echo des Löwen und Frei, vogelfrei- ein Südstaaten-Roman.
2019 wurde sie in die Anthologie New Daughters of Africa von Margaret Busby aufgenommen.

## Ausstellungen

### Einzelausstellungen
- 2013/2014: Barbara Chase-Riboud: The Malcolm X Steles., Philadelphia Museum of Art.[3]

### Gruppenausstellungen
- 1977: documenta 6, Kassel
- 1999: Metropolitan Museum of Art, Zeichnungen

## Veröffentlichungen
- Die Frau aus Virginia. Hoffmann und Campe, Hamburg 1982, ISBN 3-455-00410-5.
- Serail. Historischer Roman. Hoffmann und Campe, Hamburg 1988, ISBN 3-455-01900-5.
- Das Echo des Löwen. Hoffmann und Campe, Hamburg 1990, ISBN 3-455-00411-3.
- Frei, vogelfrei. Ein Südstaaten-Roman. Europaverlag, Wien/München 1996, ISBN 3-203-76000-2.

## Auszeichnungen
- 1957: John Hay Whitney Studienstiftung
- 1979: Janet Heidinger Kafka Prize für die beste amerikanische Autorin
- 1988: Carl-Sandburg-Preis für Poesie
- 1999: Chevalier des Arts et des Lettres
- 2005: American Library Association Black Caucus Award
- 2023: Mitglied der American Academy of Arts and Sciences